# Octostruma rugifera
Octostruma rugifera är en myrart som först beskrevs av Mayr 1887.  Octostruma rugifera ingår i släktet Octostruma och familjen myror. Inga underarter finns listade i Catalogue of Life.

## Bildgalleri

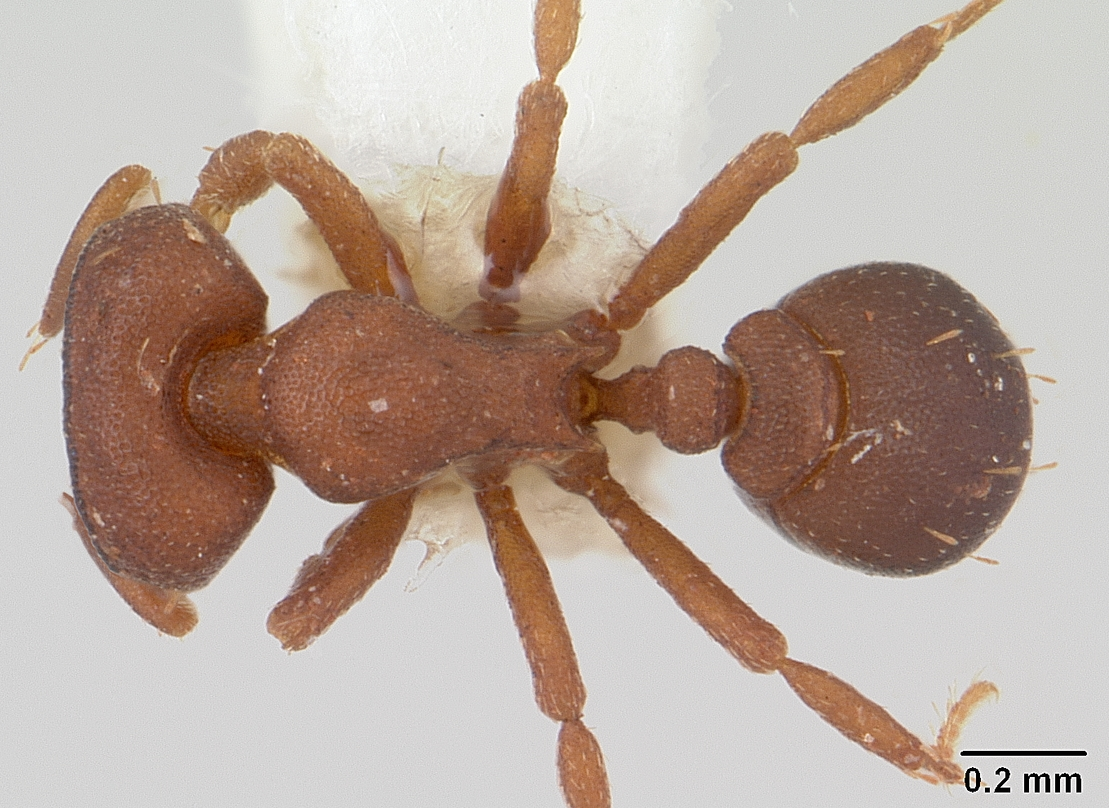
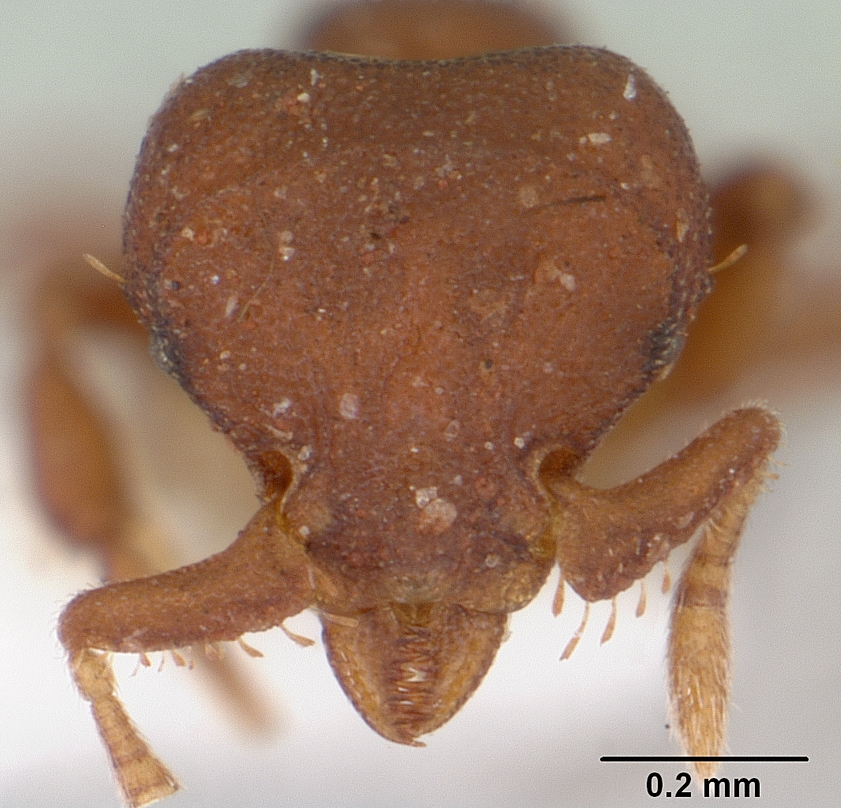
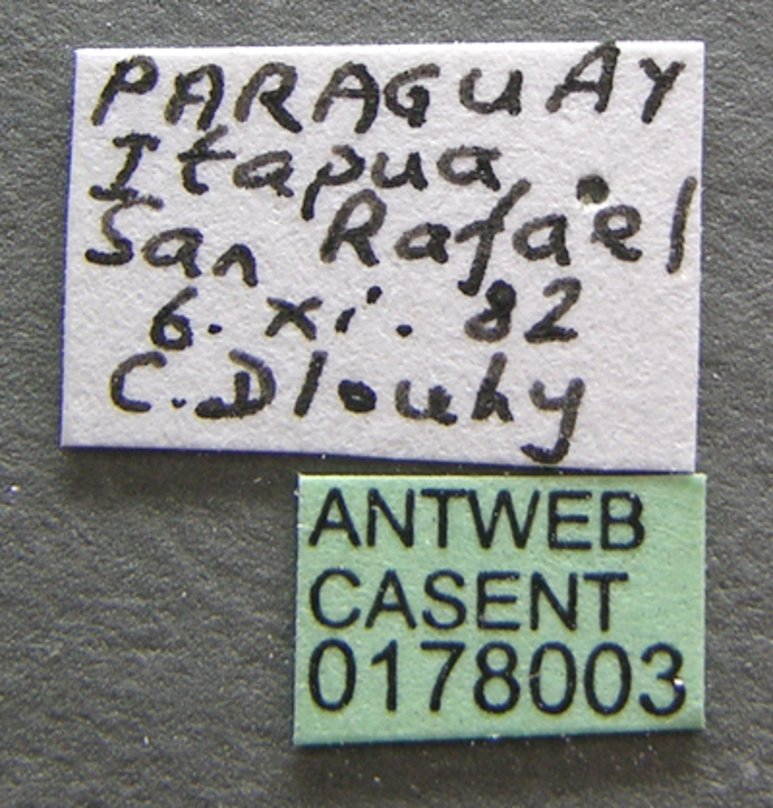
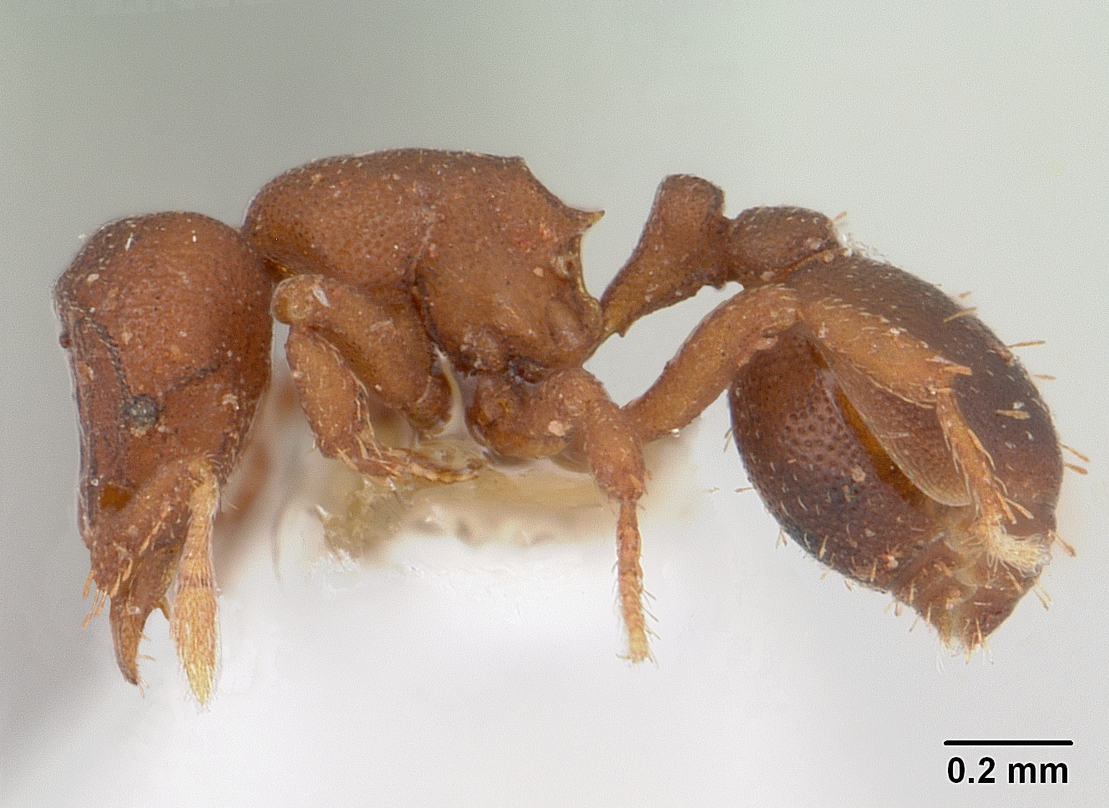
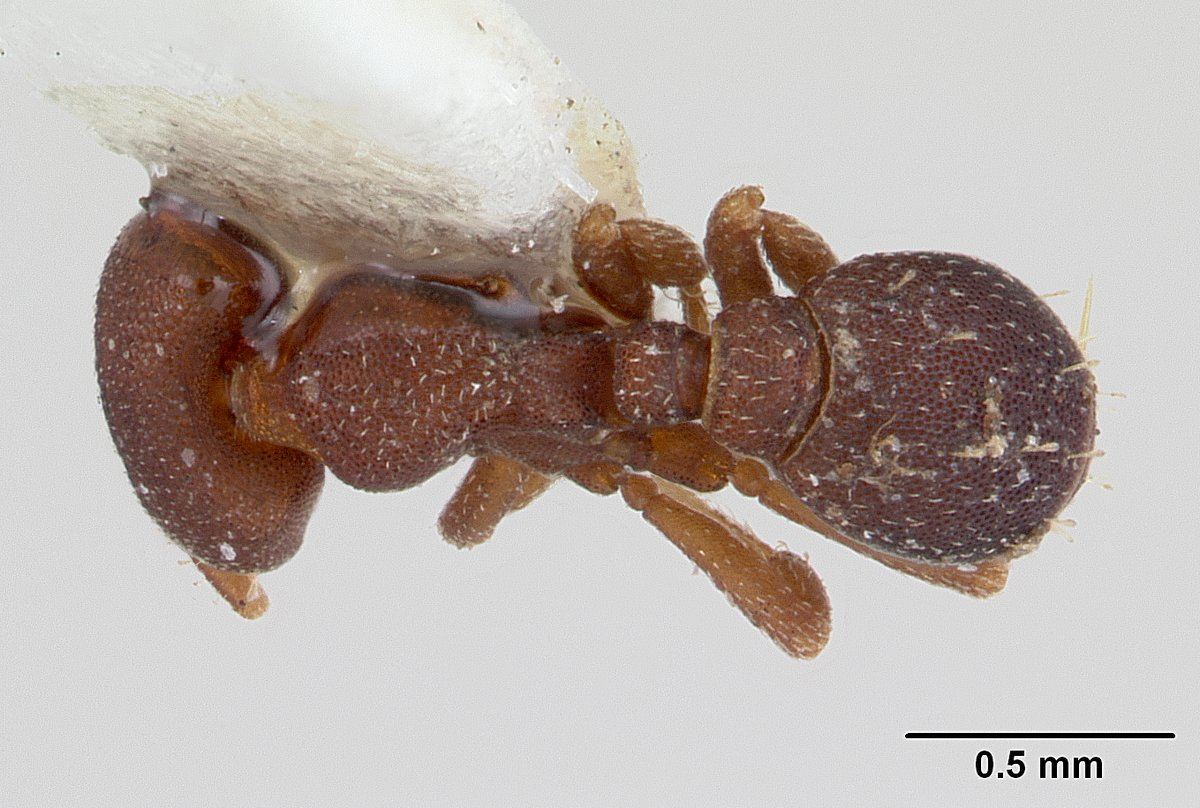
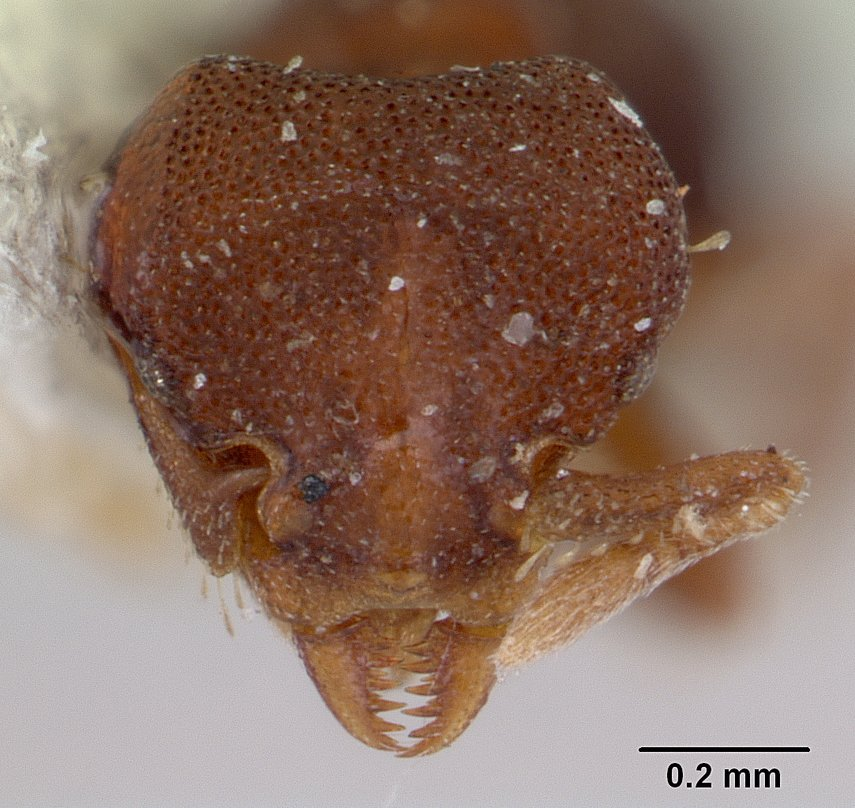